# Guido Meregalli
Guido Meregalli (ur. w 1894 roku, zm. w 1959 roku) – włoski kierowca wyścigowy.

## Kariera
W swojej karierze Meregalli pojawiał się głównie w stawce wyścigów Grand Prix oraz wyścigów samochodów sportowych. W 1920 roku odniósł zwycięstwo w wyścigu Targa Florio. W latach 1922–1924, korzystając z samochodu Diatto odnosił zwycięstwa w wyścigu na torze Circuito del Garda.